# Abu al-Juyuch Nasr
Pour les articles homonymes, voir Nasr.
Abû al-Juyûch Nasr ben Mohammed est né le 2 novembre 1287. Il est le fils puiné de Muhammad II al-Faqîh et d'une concubine chrétienne, il succède à son aîné Muhammad III al-Makhlû sur le trône des émirs nasrides de Grenade lorsque ce dernier est contraint à la fuite par une révolte populaire le 14 mars 1309. Il règne jusqu'au 8 février 1314 et décède le 16 novembre 1322.

## Biographie
La dynastie mérinide passe par une période de troubles intérieurs et ne représente plus un danger imminent pour les Nasrides. Mais la situation des Nasrides n'est pas très brillante, le royaume est lui aussi affaibli par des troubles intérieurs. La menace Castillane se précise aussi sa politique va être d'essayer de se rapprocher des Mérinides.
Gibraltar est pris par Ferdinand IV de Castille en 1310. Pendant le règne d'Abû al-Juyûch Nasr, les Nasrides vont perdre aussi Algésiras et Ronda.
Le 8 février 1314, il est destitué par son cousin Abû al-Walîd 'Ismâ`îl petit-fils de Mohammed Ier al-Ahmar. Abû al-Juyûch Nasr s'enfuit à Guadix où il va mourir en 1322.

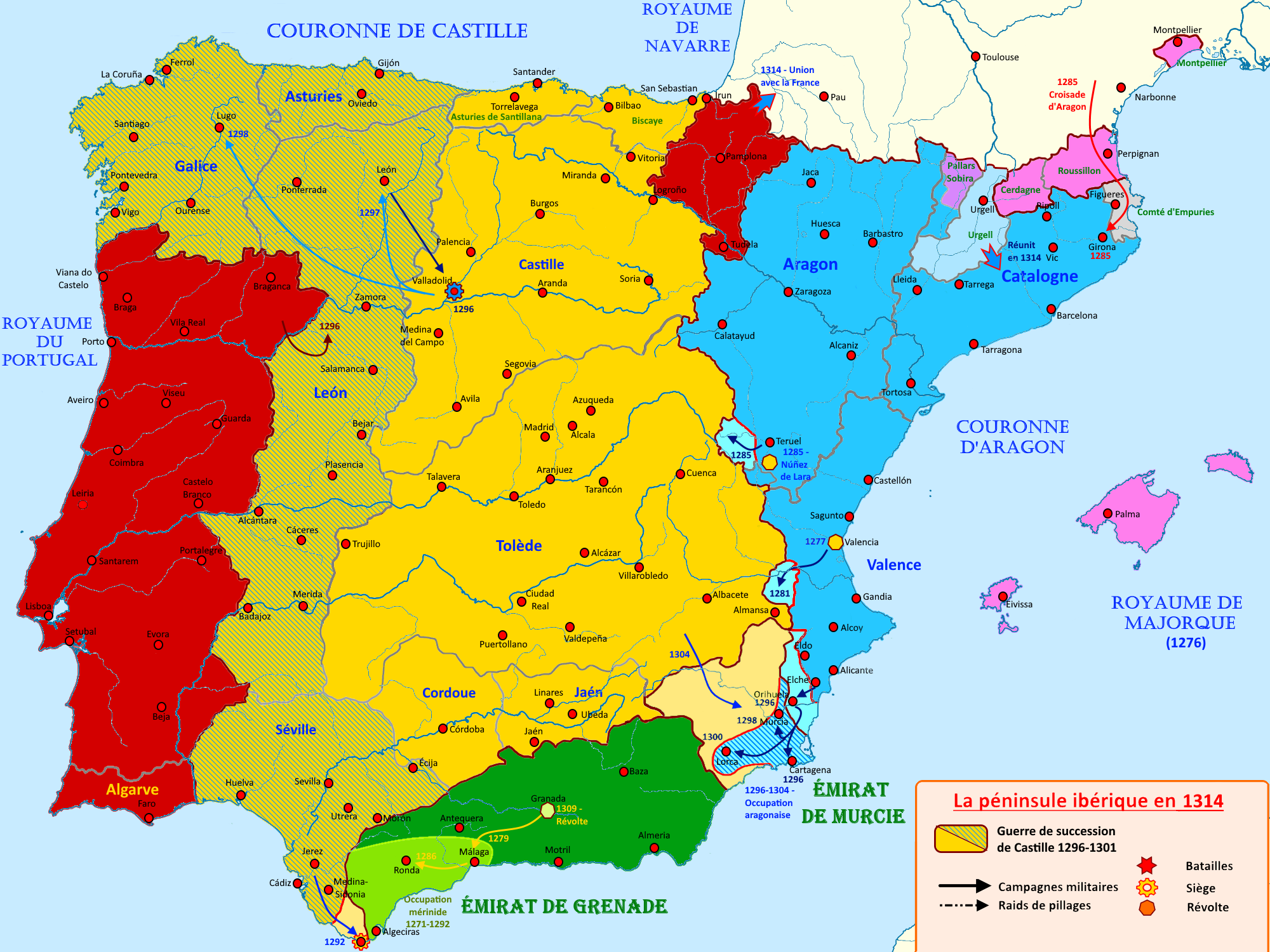
L'émirat de Grenade de 1275 à 1314